# Mlade
Mlade är ett vattendrag i Bosnien och Hercegovina.   Det ligger i entiteten Federationen Bosnien och Hercegovina, i den södra delen av landet, 100 km sydväst om huvudstaden Sarajevo.
Runt Mlade är det ganska tätbefolkat, med 93 invånare per kvadratkilometer.